# John Rich (réalisateur)
Pour les articles homonymes, voir John Rich (metteur en scène).
John Rich est un réalisateur, scénariste, producteur et acteur américain, né le 6 juillet 1925 à Rockaway Beach (New York) et mort le 29 janvier 2012 à Los Angeles en Californie.

## Biographie
John Rich a étudié à l'université du Michigan. Il a réalisé des émissions de télévision telles que Monsieur Ed, le cheval qui parle, The Dick Van Dyke Show, All in the Family, The Jeffersons. Il a également participé à la retransmission en direct des cérémonies jour de l'ouverture de Disneyland en 1955 et gagné un Emmy pour The Show Dick Van Dyke, deux Emmys pour All in the Family, et deux Golden Globes pour All in  the Family.
Dans les années 1980, John Rich et Henry Winkler formé une société de production s'appelle Henry Winkler / John Rich Productions et tous les deux, ils ont produit MacGyver pour la Paramount Television.
John Rich meurt le 29 janvier 2012 après une brève maladie.

## Filmographie

### Scénariste
- 1953 : La Légende de l'épée magique (The Golden Blade)
- 1954 : Security Risk (film)

### Réalisateur

#### Au cinéma
- 1963 : Wives and Lovers (film)
- 1964 : Les Nouveaux Internes (The New Interns)
- 1964 : L'Homme à tout faire (Roustabout)
- 1965 : Boeing Boeing
- 1967 : Trois gars, deux filles... un trésor (Easy Come, Easy Go)

#### À la télévision
- 1957-1969 : Gunsmoke
- 1960 : La Quatrième Dimension (série télévisée) : Saison 2
- 1963 : La Quatrième Dimension (série télévisée) : Saison 5
- 1967 : Papa Schultz (série télévisée) : Saison 3
- 1971 : All in the Family (série télévisée) : Saison 1

### Producteur exécutif
- 1985 : MacGyver (série télévisée)
- 2003 : Young MacGyver (film)

### Acteur
- 1998 : New York, police judiciaire (série télévisée) : (Saison 9, épisode 20)